# Gelbliches Seidenmoos

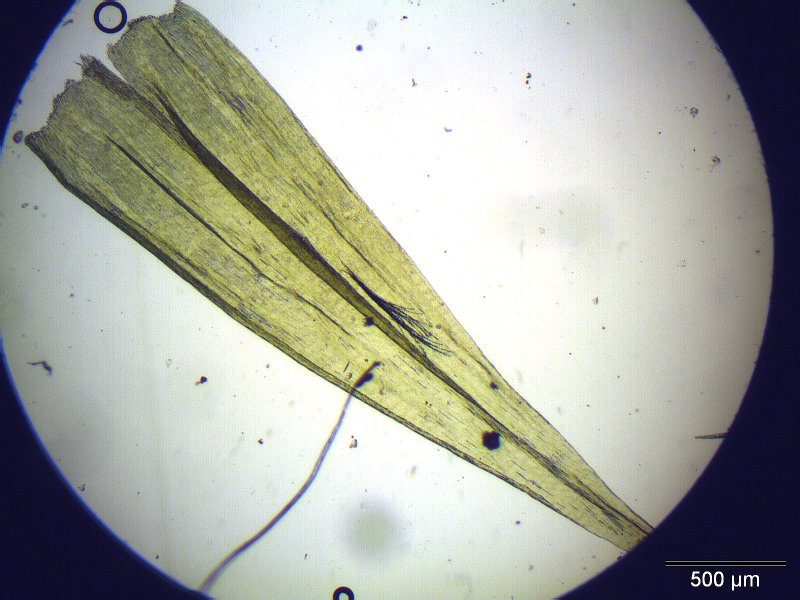
Blättchen

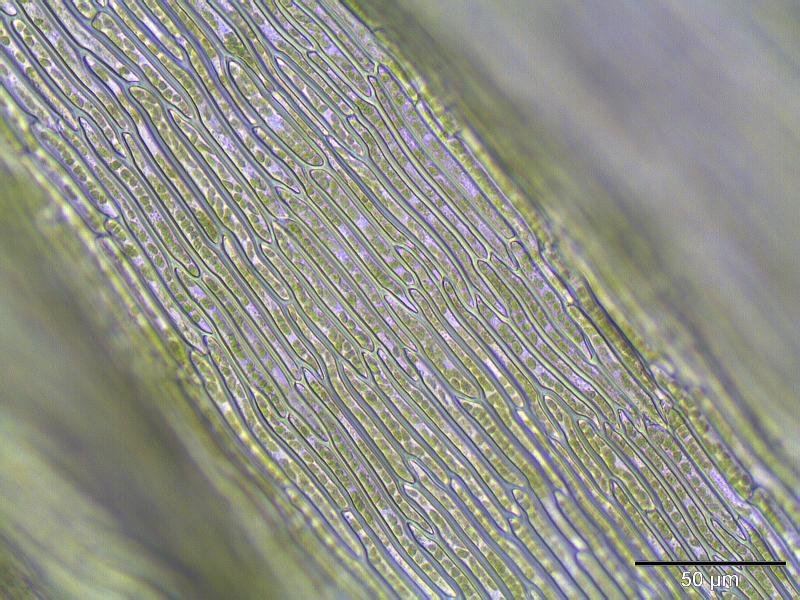
Laminazellen

Das Gelbliche Seidenmoos (Homalothecium lutescens), auch Echtes Goldmoos genannt, ist eine Laubmoosart aus der Familie der Brachytheciaceae. Als Epiphyt ist es gegenüber Luftschadstoffen empfindlich. In Gebieten größerer Luftverschmutzung ist es wahrscheinlich durch Kalkauswaschung infolge sauren Regens verschwunden.

## Merkmale
Die kräftigen, bis 15 cm langen Pflanzen sind gelbgrün oder frischgrün gefärbt und unregelmäßig und locker verzweigt. Die Ästchen des Mooses glänzen im trockenen Zustand. Die Stämmchen haften an ihrer Basis mit wenigen Rhizoiden am Substrat. Die dicht stehenden Blätter sind dreieckig-lanzettlich geformt, stark längsfaltig (meist 4 deutliche, bereits mit der Lupe erkennbare Längsfalten) und am Rand unregelmäßig fein gesägt. Die Blattrippe erreicht gewöhnlich drei Viertel des Blattes. Die langen linealisch-prosenchymatischen Laminazellen werden etwa 45 bis 95 µm lang und 4 bis 7 µm breit. Die rechteckig verlängerten Zellen am Blattgrund sind getüpfelt und dickwandig. Blattflügelzellen gibt es nur vereinzelt. Diese sind subquadratisch und leicht aufgeblasen. Eine Sporenreife erfolgt relativ selten im Frühjahr. Die rotbraune, gerade, warzig-raue Seta trägt eine hellbraun bis braun gefärbte Sporenkapsel, die eiförmig bis kurz zylindrisch geformt ist und horizontal steht oder schwach geneigt ist. Die Kapselhaube ist kappenförmig, der kegelige Deckel ist kurz geschnäbelt. Verwechslungsgefahr besteht mit Brachythecium salebrosum, das deutlich kürzere, eiförmig lanzettliche Blätter ausbildet, die nicht so stark längsfaltig sind.

## Standort und Verbreitung
Das Gelbliche Seidenmoos besiedelt bevorzugt trockene, sonnige und kalkreiche Böden und ist außerdem auf Gestein in offenen Kalk- und Lavaschutthalden und auf Borke zu finden. Halbtrockenrasen mit einem gewissen Kalkgehalt des Bodens sind daher primäre Standorte. Dort kann das Moos große Reinbestände ausbilden. Selten tritt es epiphytisch an Bäumen auf. Typische Begleitmoose sind Brachythecium salebrosum, Hypnum lacunosum, Rhytidium rugosum oder Thuidium abietinum. 
Das Moos ist über fast ganz Europa verbreitet. In Teilen Nordafrikas und Nordamerikas ist es ebenfalls zu finden. In Deutschland befinden sich die Bestände im Rückgang.